# Kong Haakons Besøg paa 'Herluf Trolle'
Kong Haakons Besøg paa 'Herluf Trolle' je dánský němý film z roku 1906. Režisérem je Peter Elfelt (1866–1931). Film trvá zhruba 1 minutu.

## Děj
Film zachycuje Haakona VII., jak navštíví dánskou válečnou loď Herluf Trolle v Trondheimu.